# Álex Vázquez

## Trayectoria
Sobrino-nieto del arquitecto Antonio Palacios, ilustró obras de escritores como Carlos Casares Mouriño, Francisco Xosé Fernández Naval, Francisco Fernández del Riego o Xavier Alcalá y expuso en Bélgica y Alemania.

No son los lápices nin los tubos de materia cromática los que le dan vida a los cuadros de Álex Vázquez. Es la propia alma del artista empeñada en hacer dibujo de su dibujo y pintura de su pintura.
Francisco Fernández del Riego